# Георгій (Ходр)
Митрополит Георгій (при народжені Жорж Ходр, араб. جورج خضر; нар. 6 липня 1923, Триполі) — єпископ Православної церкви Антіохії, митрополит Біблський і Ботрійскій, іпертім і екзарх Гір Ліванських. Діяч екуменічного руху.

## Життєпис
Народився 6 липня 1923 року в Триполі, де пройшло його дитинство і молодість.
Навчаючись в Університеті святого Йосипа в Бейруті, він познайомився з групою своїх молодих одновірців, які, як і він, були стурбовані проблемою маргіналізації православних в ліванському суспільстві і їх поступового відходу від своєї віри і коренів. Бажаючи протистояти цьому, 16 березня 1942 він, разом з 15 іншими студентами медичного і юридичного факультетів, створив Рух православної молоді (фр. Mouvement de la jeunesse orthodoxe), цілями якого були проголошені відродження чернецтва, християнську проповідь в робочому середовищі, пожвавлення парафіяльного життя, соціальне служіння. Тоді ж він був обраний генеральним секретарем цього руху.
Важливим моментом в юності стала участь 11 листопада 1943 року в мирній демонстрації проти французького колоніального режиму в країні. Слідом за цим майбутній архієрей став свідком того, як танки розстрілювали беззбройних, серед яких загинули одинадцять його друзів. У той час він думав про кар'єру адвоката і дипломата, навчався в Бейруті, і в 1944 році отримав ступінь юриста від єзуїтського Університету святого Йосипа в Бейруті. Тим часом, православний молодіжний рух продовжував розвиватися і зміцнюватися, в а 1945 році Синодом Антіохійської православної церкви було офіційно уповноважений вести роботу серед православної молоді. Рух вів активну місіонерську роботу, сприяв омолодженню чернецтва, розширенню діяльності парафій, в цілому — пожвавленню в Антіохійської церкви.
Відправився до Франції, де вступив до Свято-Сергієвського богословського інституту в Парижі. В кінці 1940-х років разом з Іоанном Мейєндорфом, Олександром Шмеманом, Нікосом Ніссіотісом стояв біля витоків православної молодіжної організації «Синдесмос», з приводу чого писав «метою майбутнього молодіжного всеправославного руху повинна стати боротьба з провінціалізмом, відмінностями між Помісними Церквами, єрессю філетизму…». У 1952 році закінчив Паризький богословський факультет і повернувся на батьківщину.
12 грудня 1953 висвячений в сан диякона 14 грудня 1953 року — в сан пресвітера і з 1955 року служив у парафії портового району Триполі.
На той час молодіжний рух, який він очолює, мав великий вплив на представників молодого духовенства і мирян в Антіохійській церкві.
15 лютого 1970 був висвячений в єпископа Біблського і Ботрійського з возведенням у сан митрополита.
На час сходження на митрополичий престол був уже видатним проповідником як в православному, так і в інославному середовищі, і його популярність в наступні роки продовжувала зростати. Митрополит Георгій був широко залучений в екуменічні зустрічі і контакти з мусульманами, тому його писання часто були пов'язані з питаннями ісламізму і порівняльного богослов'я і вони регулярно публікувалися на багатьох мовах. До того ж, митрополит Георгій писав щотижневі статті на теми єднання арабського світу в ліванській газеті «Ан Нахар» (An Nahar).
У різний час викладав арабську культуру в Ліванському університеті і пастирське богослов'я в Баламандському богословському інституті.
Удостоєний докторського ступеня honoris causa Свято-Володимирськлю духовною семінарією в Нью-Йорку (1968) і паризьким факультетом протестантської теології (1988).